# 2012 UH177
2012 UH177, também escrito como 2012 UH177, é um objeto transnetuniano que está localizado no Cinturão de Kuiper, uma região do Sistema Solar. Este corpo celeste é classificado como um plutino, pois, o mesmo está em uma ressonância orbital de 2:3 com o planeta Netuno. Ele possui uma magnitude absoluta de 7,9 e tem um diâmetro estimado de cerca de 53 km.

## Descoberta
2012 UH177 foi descoberto no dia 21 de dezembro de 2012 pelo astrônomo M. Alexandersen.

## Órbita
A órbita de 2012 UH177 tem uma excentricidade de 0,191 e possui um semieixo maior de 39,320 UA. O seu periélio leva o mesmo a uma distância de 31,804 UA em relação ao Sol e seu afélio a 46,835 UA.